# Crème de la Crème
Crème de la Crème is een fictiereeks voor de Vlaamse televisiezender VTM, die van 7 januari 2013 tot en met 11 maart 2013 uitgezonden werd.

## Verhaal
Mira, Jo en Romi, drie jeugdvriendinnen die mekaar uit het oog verloren waren, lopen elkaar weer tegen het lijf en stellen vast dat hun leven er niet uitziet zoals ze gehoopt hadden. Ze besluiten om het roer radicaal om te gooien en samen een ijssalon te openen, wat al snel leidt tot de nodige wrevel en intriges.

## Rolverdeling

### Hoofdrollen
- Tine Laureyns - Miranda 'Mira' Janssen
- Joke De Bruyn - Jo Van Gils
- Elisabeth Bungeneers - Romi Knaepen
- Tom Van Landuyt - Elvis Knaepen
- Dirk Van Dijck - Pierre Van Coppenolle
- Rik Verheye - Niko Janssen
- Stefan Perceval - Hans
- Mathias Sercu - Bob Hendriks
- Karel Deruwe - Jos
- Camilia Blereau - Magdalena 'Magda' Van Endert

### Bijrollen
- Warre Borgmans - Willy Janssen
- Chris Thys - Mevrouw Janssen
- Gène Bervoets - Raymond Knaepen
- Ella-June Henrard - Alexandra
- Charlotte Anne Bongaerts  - Miranda 'Mira' Janssen (tiener)
- Grietkin Deroo - Jo Van Gils (tiener)
- Manou Oppalfens - Romi Knaepen (tiener)
- Joffrey Roggeman - Elvis Knaepen (tiener)
- Jacob Perceval - Hans (tiener)

### Gastrollen
- Iwein Segers - Van Overbeke
- Bart De Bondt - Vertegenwoordiger bank
- Ludo Hellinx - Vastgoedmakelaar
- Lucas Tavernier - Antonio
- Jeron Dewulf - Kevin
- Felice Casciano - Dr. Marcello
- Gert Lahousse - Manager
- Thomas Van Goethem - verkoper

## Afleveringen
| Nr. | Live-kijkers | Live-marktaandeel (%) | Live+6-kijkers | Live+6-marktaandeel (%) | Uitzenddatum     |
| --- | ------------ | --------------------- | -------------- | ----------------------- | ---------------- |
| 1   | 815.688      | 30,55                 | 1.042.959      | 33,9                    | 7 januari 2013   |
| 2   | 658.579      | 24,59                 | 912.475        | 30,0                    | 14 januari 2013  |
| 3   | 741.364      | 28,02                 | 882.951        | 30,3                    | 21 januari 2013  |
| 4   | 639.783      | 24,70                 | 826.442        | 27,9                    | 28 januari 2013  |
| 5   | 675.963      | 26,03                 | 897.259        | 29,6                    | 4 februari 2013  |
| 6   | 672.134      | 26,00                 | 887.042        | 30,1                    | 11 februari 2013 |
| 7   | 651.649      | 24,87                 | 875.888        | 28,8                    | 18 februari 2013 |
| 8   | 613.024      | 23,50                 | 843.933        | 27,0                    | 25 februari 2013 |
| 9   | 649.841      | 23,86                 | 891.785        | 27,5                    | 4 maart 2013     |
| 10  | 600.145      | 23,00                 | 795.965        | 25,7                    | 11 maart 2013    |

## Productie en ontvangst
De opnamen begonnen eind maart 2012 en liepen tot eind juli van datzelfde jaar. De regie was in handen van Kim Van Oeteren die al eerder tekende voor de series Kinderen van Dewindt, Goesting, Thuis, Ella en Skilz.
De serie werd bijna volledig in de stad Lommel opgenomen. Aangezien de reeks over ondernemen ging, kreeg de productie 500.000 euro steun van het Vlaams Agentschap Ondernemen (VLAO) van de Vlaamse overheid en evenveel van de provincie Limburg.
De critici waren weinig lovend over de serie omwille van de ondermaatse acteerprestaties, het verhaal dat allerhande bokkesprongen maakte en de dialogen die net iets te veel op ondernemen gefocust waren.